# Charles Ragon de Bange
Pour les articles homonymes, voir Ragon et Bange.
Charles Ragon de Bange, né le 17 octobre 1833 à Balignicourt et décédé le 9 juillet 1914 au Chesnay, est un polytechnicien et colonel d'artillerie français, directeur de l'Atelier-de-précision du dépôt central de Paris. Il est le concepteur d'un système d'armes (obturateur de Bange) qui accroît la vitesse de chargement des canons, procédé si efficace qu'il est toujours en utilisation de nos jours.

## Biographie

### Carrière militaire
Il entre à École polytechnique en 1853 d'où il sort pour servir dans l'artillerie. Lieutenant il combat à la bataille de Solférino et, lorsqu'il rentre en France, il choisit de servir dans les services techniques. Il est capitaine en 1862, sert au 9e régiment de Besançon (1867-1869), puis entre à l'Atelier de précision au Dépôt Central de Paris (1869-1882). Il passe chef d'escadron en 1874, lieutenant-colonel en 1878 et colonel en 1880. Il reçoit la Légion d'honneur en 1876 et en devient commandeur en 1889.

### Ingénieur
De rapides progrès se font jour après les années 1870 et rapidement acceptés par l'armée pour relever le défi de la défaite face aux Prussiens. Les canons Gribeauval (en bronze) ont été modernisés par de Reffye (modèle 1870 avec mise en place d'une culasse) et par Lahitolle (modèle 1875) avec l'utilisation de l'acier pour le tube du canon.
L’apparition de la mélinite et de la « poudre B » augmentent les performances des munitions mais en même temps les contraintes sur les systèmes d'armes. Les fusils connaissent parallèlement une évolution majeure avec la mise en service du Chassepot modèle 1866.

#### Système d'obturation

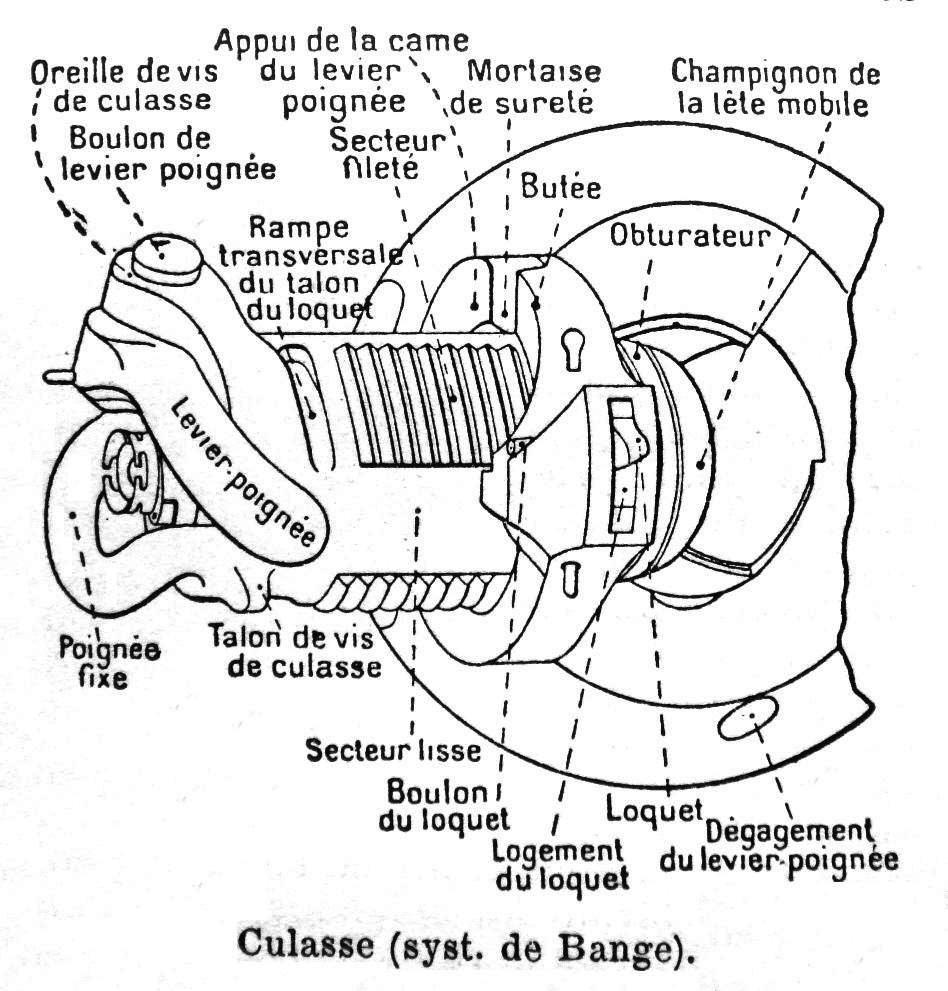
Culasse de canon avec le système de Bange ouvert pour y insérer la munition.

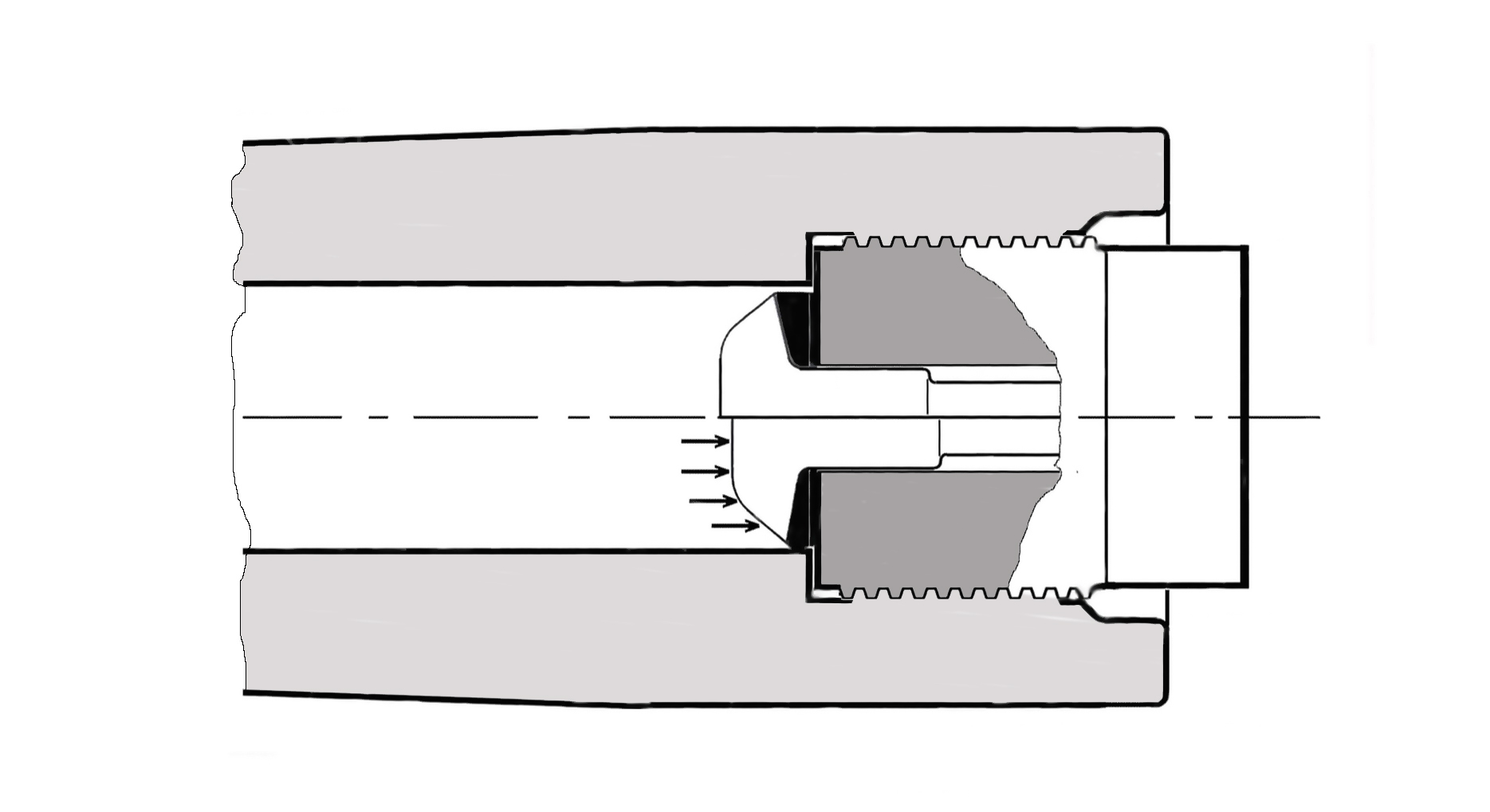
De Bange, fonction de l'anneau d'obturation.

En 1872, de Bange dessine le système de Bange, un obturateur à filetage interrompu presque parfaitement étanche aux gaz, même aux pressions élevées,.
Jusque-là, les culasses en service n'étaient pas étanches et étaient sujettes aux retours de flammes, dangereux pour les artilleurs, ainsi qu'à une perte de puissance. La culasse coulissante à vis interrompue en forme de champignon est complètement étanche, et son système est toujours celui qui est utilisé de nos jours. Le système s'ouvre vers l'arrière avec une partie mobile qui laisse entrer l'obus et la charge (gargousse), permettant un usage rapide et efficace du canon. Cette partie peut ensuite effectuer une rotation qui verrouille la culasse. Cette partie rayée s’emboîte dans les mêmes rayures sur le canon, lisse en face de rayé pour ouvrir, rayé dans rayé pour maintenir fermé et donc tirer : le tout se réalise en quelques secondes, à la main et par un seul homme.
Une fois fermée, la culasse doit son étanchéité à la présence d'un champignon central qui, sous la pression de l'explosion, recule en comprimant un joint (obturateur) s'appuyant sur la chambre ; l'étanchéité est renforcée par une graisse à l'amiante.
Le système de Bange est rapidement adopté, non seulement par les forces armées françaises, mais aussi dans la Royal Navy et l'United States Navy en raison de leurs gros canons de marine, lesquels ne peuvent être chargés que par une culasse.

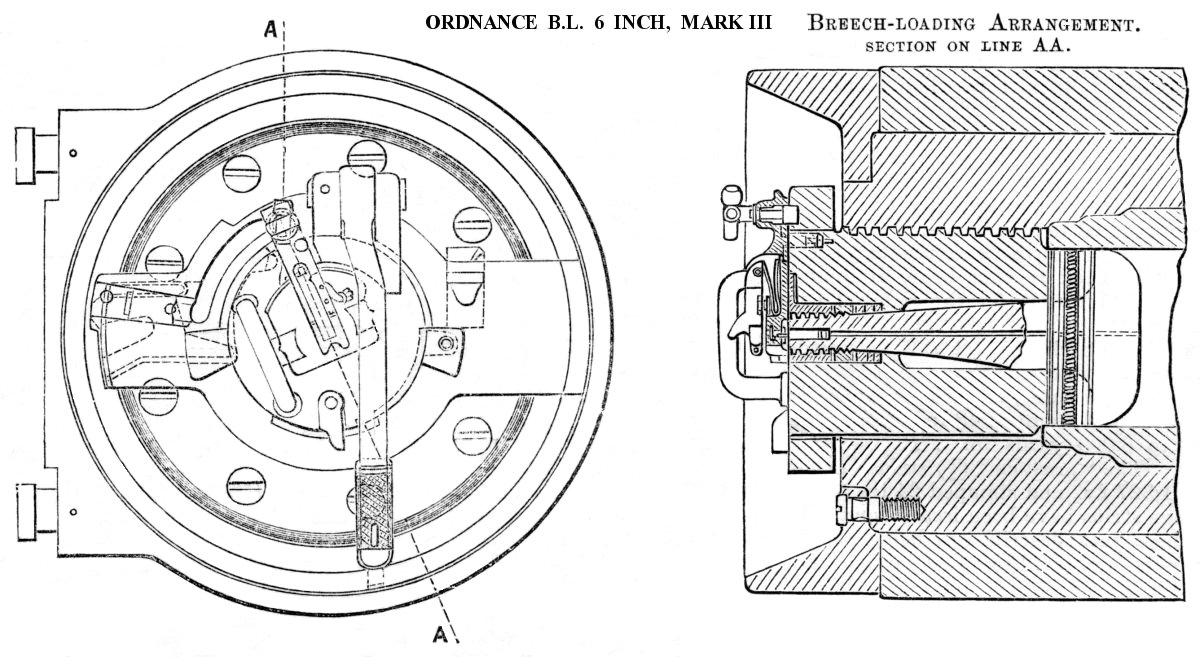
Système de Bange fermé avec vue du champignon.

Mais le recul non maîtrisé empêche un tir réellement rapide : il faut remettre à la culée après chaque tir, ou avoir un canon sur un affût fixe, comme pour les navires.

#### Manufacture de canons
En 1873, il devient le directeur des Ateliers de précision au Dépôt Central de Paris avec pour tâche de redessiner tous les canons de l'armée. Il mène cette tâche à bien en concevant :
- le canon de Bange de 80 mm pour l'artillerie de montagne (1878) ;
- le canon de Bange de 90 mm pour l'artillerie de bataille (1878) ;
- le canon de Bange de 120 mm pour l'artillerie de siège (1878) ;
- le canon de Bange de 155 mm long pour l'artillerie de siège (1877) ;
- le canon de Bange de 155 mm court (modèle 1881)
- le mortier de Bange de 220 mm pour l'artillerie de siège (1880) ;
- le canon de Bange de 240 mm pour l'artillerie de siège et côtière (1884) ;
- le mortier de Bange de 270 mm pour l'artillerie de siège et côtière (1885/1889).

Ce système d'armes connait ses heures de gloire lors des guerres coloniales mais a aussi massivement servi lors de la Première Guerre mondiale ; le grand besoin de canons fait qu'ils sont utilisés sur tous les fronts, et il reste encore certains de ces canons en service pendant la Seconde Guerre mondiale.
De 1882 à 1889, de Bange est le directeur de la Société anonyme des Anciens Établissements Cail; il y travailla comme concepteur d'armes mais aussi à leur commercialisation comme par exemple en Serbie.

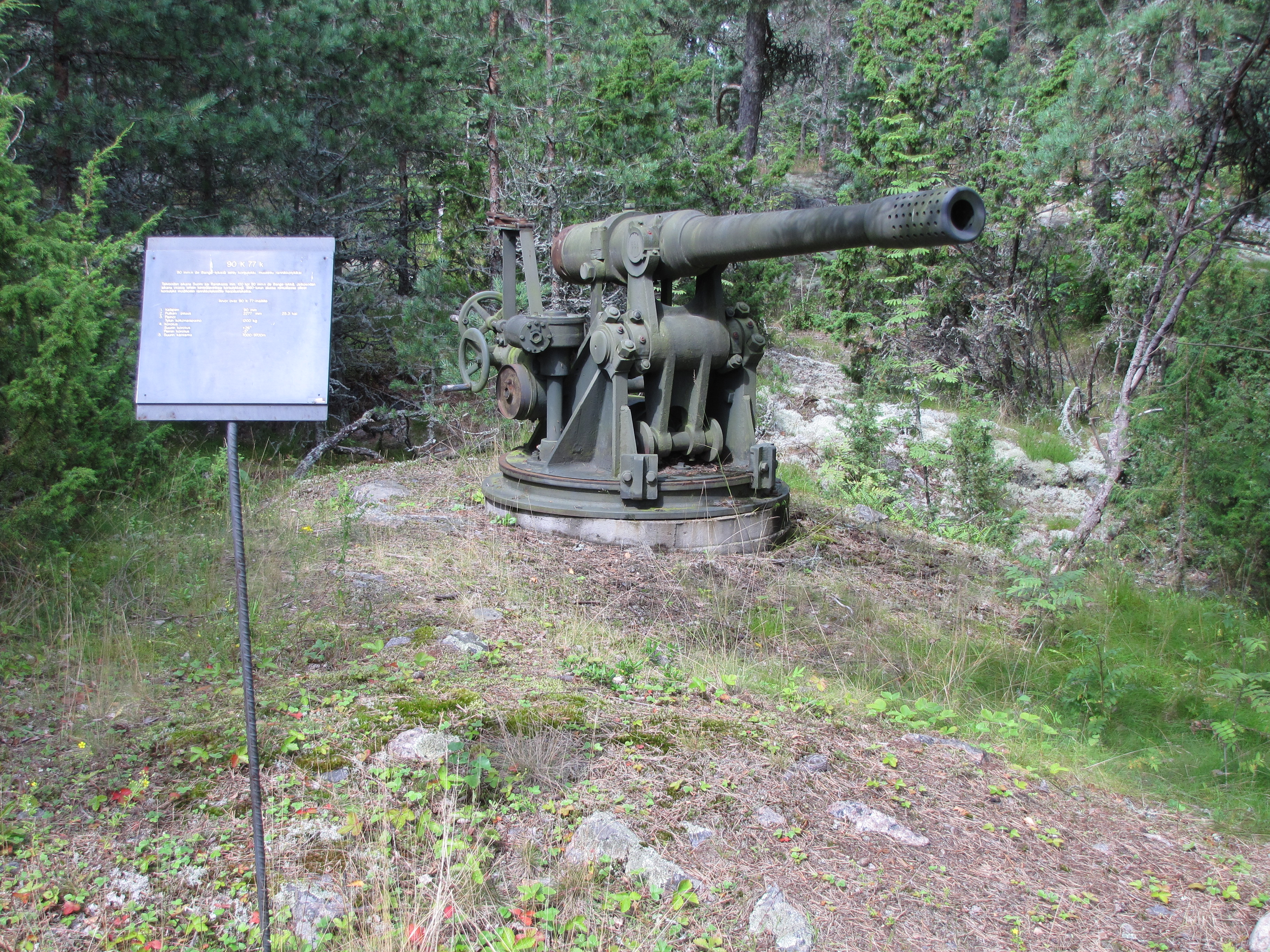
Un canon de Bange donné aux Finlandais pour la Seconde Guerre mondiale qui en firent un canon de forteresse.
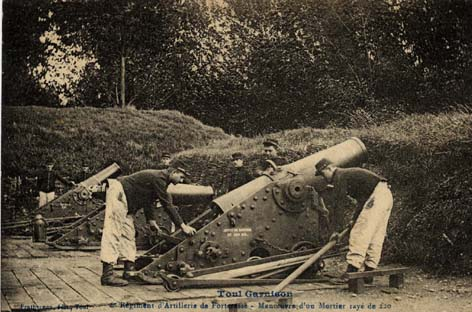
Un mortier de 220 de Bange à la garnison de Toul vers 1880.
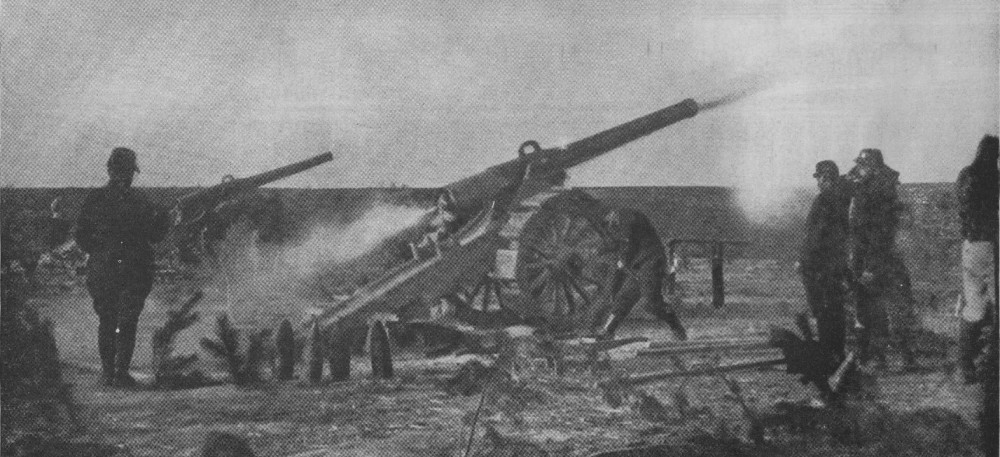
Un 155 L en action en 1915.
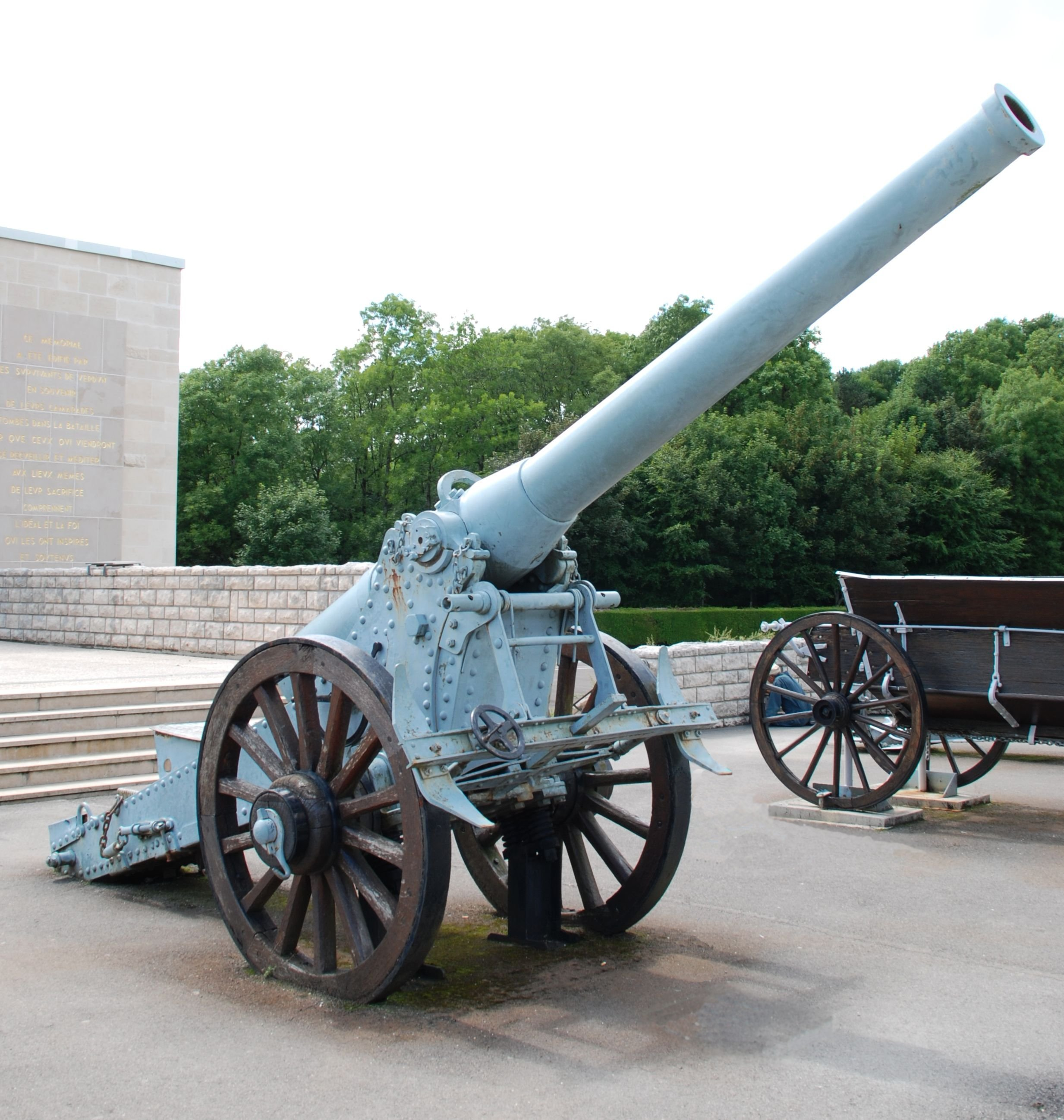
155L présenté devant le mémorial de Verdun.
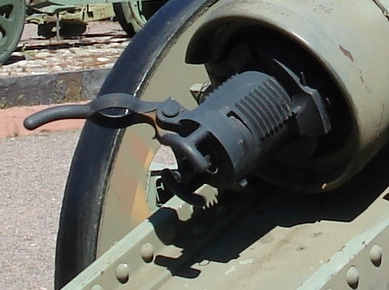
Une culasse de 155 ouverte.

## Hommages
Outre la renommée de son système et les canons associés à son nom, une rue de Versailles, de Troyes et du Chesnay porte son nom, ainsi qu'une école primaire de Versailles